# Breitenbach (Maroldsweisach)
Breitenbach ist ein unbewohnter Gemeindeteil des Marktes Maroldsweisach im unterfränkischen Landkreis Haßberge in Bayern.

## Geographie
Die Einöde liegt im nordöstlichen Teil des Landkreises Haßberge am Nordhang des Altensteiner Berges, nahe der Gemarkung Rauhberg. Etwa ein Kilometer südwestlich von Breitenbach verläuft die Bundesstraße 279 von Breitengüßbach über Maroldsweisach nach Fulda und rund ein Kilometer nordwestlich die Bundesstraße 303 von Coburg nach Schonungen mit der der Einzelhof über einen Feldweg verbunden ist.

## Geschichte
Die erste urkundliche Nennung als „Superiori Breitebach“ war 1244 als Ludwig von Raueneck dem Würzburger Bischof Hermann neun Hufen und eine Mühle übergab. Heinz von Raueneck erhielt 1401 den Zehnt zu „Preytpache gelegen unter dem Altenstein“. Die Ansiedlung zerfiel im 15. Jahrhundert zu einer Wüstung. Im Jahr 1484 erwarben die Brüder Georg, Burkard und Wilhelm von Stein die Siedlung. Sie ließen Hofhäuser, Scheuern, Stallungen, ein Brauhaus sowie einen Zehntkeller errichten und erhoben die Ansiedlung zur Vogtei mit dem Namen „Breitenbacher Ämtlein“. Zu dem Amt gehörten die beiden Saarhöfe, Geroldswind sowie Wüstenbirkach und später noch Todtenweisach, Gückelhirn und Pfaffendorf. Im Jahr 1619 verkauften die Herren von Stein das Breitenbacher Ämtlein für 32.000 Gulden um Schulden zu tilgen an den Würzburger Bischof Gottfried. Das Hochstift Würzburg löste das Breitenbacher Ämtlein auf. Um 1700 übertrug das Hochstift die Liegenschaften dem Würzburger Juliusspital, das diese 1860 an Julius von Rotenhan veräußerte. Nach verschiedenen Pächterwechseln zerfiel das Anwesen. Nur im Hauptgebäude wohnten bis in die 1960er Jahre Bedienstete der benachbarten Gutes Saarhof.
Breitenbach wurde der 1818 gebildeten Ruralgemeinde Gückelhirn zugeordnet, die 1862 in das neu geschaffene bayerische Bezirksamt Ebern eingegliedert wurde.
1871 hatte die Siedlung acht Einwohner und neun Gebäude. Sie gehörte zum Sprengel der evangelisch-lutherischen Pfarrei im 1,0 Kilometer entfernten Altenstein. Die evangelische Schule stand in Todtenweisach.
Im Jahr 1900 zählte die Einöde acht Einwohner in zwei Wohngebäuden und 25 Jahre später lebten dort dreizehn Personen in zwei Wohngebäuden. In Altenstein befand sich inzwischen auch die zuständige evangelische Schule. Im Jahr 1950 war die Anzahl der Wohngebäude unverändert. Die Einöde hatte sieben Einwohner. Elf Jahre später wurde noch ein Wohngebäude verzeichnet, nachdem das an den Stall angebaute Schäferhaus abgetragen worden war. Zehn Einwohner wurden noch gezählt. In den Jahren 1970 und 1987 wurde die Einöde in den Statistiken als unbewohnt erfasst. Die Felder und Wiesen in Hanglage wurden 1973 an einen Schäfer verpachtet.
Am 1. Juli 1972 wurde der Landkreis Ebern aufgelöst und Breitenbach kam mit Gückelhirn zum Haßberg-Kreis. Am 1. Juli 1975 folgte die Eingliederung als Gemeindeteil nach Maroldsweisach. Die Familie von Rotenhan ist weiterhin Eigentümer von dem Ort.